# Nemotelus signatus
Nemotelus signatus is een vliegensoort uit de familie van de wapenvliegen (Stratiomyidae). De wetenschappelijke naam van de soort is voor het eerst geldig gepubliceerd in 1855 door Frivaldsky in Schiner.